# Sjoa (rivier)
De rivier Sjoa is de afvoerrivier voor het meer Gjende in de bergen van Jotunheimen, nationaal park Jotunheimen, in de Noorse provincie Oppland. Hij stroomt naar het oosten in de rivier Gudbrandsdalen-Lågen in het Gudbrandsdalen. De rivier heeft een lengte van 98 kilometer.
De rivier is populair om te raften en kajakken.